# گئورگی سوکولوف
گئورگی سوکولوف (بلغاری: Георги Апостолов Соколов؛ ۱۹ ژوئن ۱۹۴۲ – ۲۷ ژوئن ۲۰۰۲) بازیکن فوتبال اهل بلغارستان بود.
از باشگاه‌هایی که در آن بازی کرده‌است می‌توان به باشگاه فوتبال لفسکی صوفیه اشاره کرد.
وی همچنین در تیم ملی فوتبال بلغارستان بازی کرده‌است.